# Darány
Darány es un pueblo ubicado en el distrito de Barcs, en el condado de Somogy, Hungría.

## Superficie
Posee una superficie de 28,10 kilómetros cuadrados.

## Demografía
Hasta 2019 la población era de 861 habitantes, con una densidad de población de 30,64 habitantes por kilómetro cuadrado.